# 贝雷斯蒂夫卡 (文尼察州)
49°13′42″N 28°57′38″E / 49.22833°N 28.96056°E
贝雷斯蒂夫卡（烏克蘭語：Берестівка），是烏克蘭的村落，位於該國西南部文尼察州，由文尼察區利波韦茨市镇負責管轄，處於卡緬卡河畔，始建於1600年，面積1.88平方公里，海拔高度264米，2001年人口445。